# Jean-Adam Guilain
Œuvres principales
Suites pour orgue, Pièces de clavecin
Jean-Adam Guilain est un organiste, claveciniste et compositeur d’origine allemande, actif à Paris dans la première partie du XVIIIe siècle. Il serait né vers 1680 et mort après 1739.

## Biographie
On ne sait dans quelles circonstances il est né en Saint-Empire, puis installé en France vers 1702. Son nom français « Guilain » est une adaptation de son troisième prénom « Guillaume/Wilhelm ». D'après le musicologue André Pirro, son vrai nom était Guillaume Freinsberg.
On sait qu'il a été lié à Louis Marchand et sans doute fut-il son élève.

## Œuvres

### Pièces d'orgue (1706)
Un recueil de Pièces d’orgue pour le Magnificat dans les huit tons de l'Église est conservé à Berlin dans un manuscrit de 1706, et une copie de 1733. Ces 4 suites sont de pure tradition française et toutes de même structure formelle.
- Suite du premier ton  :
  - Plein jeu - Trio - Duo - Basse de trompette - Récit - Dialogue - Petit plein jeu
- Suite du deuxième ton  :
  - Prélude - Tierce en taille - Duo - Basse de trompette - Trio de flûtes - Dialogue - Petit plein jeu
- Suite du troisième ton  :
  - Plein jeu - Quatuor - Dialogue de voix humaine - Basse de trompette - Duo - Grand jeu - Petit plein jeu
- Suite du quatrième ton  :
  - Plein jeu - Cromorne en taille - Duo - Basse de cromorne - Trio - Dialogue - Petit plein jeu

Ces pièces ont été rééditées par Alexandre Guilmant dans son Anthologie des Maîtres de l'orgue, vol. 7 (1906), d'après les manuscrits de la Bibliothèque royale de Berlin, et ceux de la collection Thulemeyer dans la Bibliothèque Amélie.

### Pièces de clavecin (1739)
PIECES DE CLAVECIN / D’UN GOUT NOUVEAU / PAR Mr. GUILAIN./ Gravées par De Gland Graveur du Roy./ Prix 3l./ A PARIS. / 1739
L’exemplaire unique de ce recueil de 24 morceaux aux titres parfois énigmatiques se trouve dans la collection de la British Library du British Museum. Un recueil de courtes chansons populaires, au lieu des danses traditionnelles, harmonisées pour débutants au clavecin.
Titres des pièces : Fanfare - Je veux Garder - Le Beau B.T. - Amis - Ton H.C. - Babé L.R. - Joconde - Mirtil - Mon Cousin - Tircis Couché - Ma Cloris - L’autre jour - Mamy Margot - O Gué - Pierre B.- Les Pèlerins 1er Air - 2e Air - Boire a son tour - Je suis encor - Bransle de Metz - On dit - Allons - La Tétard - Menuet Allemand.

### Autres compositions
J.A. Guilain aurait aussi composé une messe à 5 voix. Elle est perdue (ref. Encyclopédie de la Musique - Editions La Pochotèque).

### Exemples sonores
- Guibray : Extraits de la deuxième suite sur l’orgue Parisot de Guibray, Falaise
- Jürgen Strupat : Jean-Adam Guilain, Pièces d’orgue pour le Magnificat, suites I-IV, Jürgen Strupat, orgue
- Erik Feller : Jean-Adam Guilain, intégrale des pièces d'orgue pour le Magnificat, Orgue historique de Cintegabelle, Arion 2006